# Judit y su sirvienta con la cabeza de Holofernes
Judit y su sirvienta con la cabeza de Holofernes es una pintura al temple, oro y plata sobre tabla (30,6 x 19,7 cm) de Andrea Mantegna, datada en 1495 aproximadamente y conservada en la Galería Nacional de Arte de Washington.

## Historia
La pìntura se fecha en comparación con una serie de grisallas análogas con temas del Antiguo Testamento, producidas entre 1495 y 1500 aproximadamente.
La obra formó parte quizás de las piezas de la galería Gonzaga adquiridas por Carlos I de Inglaterra en 1628. Intercambiado a William Herbert, conde de Pembroke, pasó en herencia a sus herederos hasta que se vendió en el mercado anticuario londinense en 1917. Después de varios cambios de propietarios llegó a Nueva York, donde fue comprada por Joseph E. Widener en 1923. En 1942 fue donada al museo.

## Descripción y estilo
La pequeña tabla, de atribución controvertida, es quizás un ejercicio de estilo del maestro, que aquí dio una interpretación contenida del tema, usado también, con composiciones diversas, en otra tabla monócroma en la Galería Nacional de Irlanda, en un lienzo en el Museo de bellas artes de Montreal  y en un dibujo del Gabinete de dibujos y grabados de los Uffizi.
La tabla de Washington está construida sobre colores brillantes y variados, casi como una miniatura. Bajo la tienda rosa de Holofernes, de cuyo cuerpo tendido en el lecho solo se ve un pie, se encuentra Judit que acaba de cumplir su tarea, decapitándolo: con la cuchilla todavía en la mano, está metiendo la cabeza del tirano en un saco, sostenido por una criada. En pie como una estatua clásica, exuda serenidad lo que contrasta con el horror que acaba de suceder. El pavimento está formado por losas de tierra y roca que componen una cuadrícula de perspectiva en diagonal.